# ヒロノ
ヒロノ株式会社は、北海道深川市に本社を置く企業。

## 概要
スポーツ用品店「広野スポーツ」を祖業とし、2代目社長廣野勝利が1980年代に「スポーツ用品店のみでは限界がある」との思いから新たなスポーツ事業を検討し子会社を通じてスキーレンタルとスイミングスクール事業にも進出。その後も夏場の教育旅行受け入れの促進を図るべく農業体験プログラムの開発やアウトドア事業も行う一方で、2000年から深川市内の温水プールを皮切りに公共施設の指定管理受託も行い、スポーツ施設や体験観光に関係する施設の管理を担う。

## 沿革
- 1953年 - 廣野助次郎により沼田町にて「広野運動具店」として創業[1]、大工仕事で用いていた木材でスキー板の製造を行った[2]。
- 1971年 - 深川店開店、その後昭和50年代までに滝川市・旭川市にもスポーツ店を出店[1]。
- 1984年 - 子会社「スポートピア」設立、滝川市に「北海道レンタルスキーセンター」を開業[1]。
- 1985年 - 子会社「スコーレ」設立、旭川市に「旭川スイミングスクール」を開業[1]。
- 2004年 - 空知支庁と共同で農業体験受け入れ促進を目的に「そらちDEい～ね事務局」を設立[1]。
- 2007年 - 深川市「北海道立青年の家」（現・北海道立青少年体験活動支援施設ネイパル深川）の指定管理を受託。
- 2011年 - 夕張リゾートより夕張市「ゆうばり自然体験塾」事業を譲受。
- 2012年 - 占冠村「湯の沢温泉」の指定管理を受託、「占冠湯の沢温泉森の四季」にリニューアル[3]。
- 2013年 - 北海道より札幌市南区「北海道青少年会館」を譲受、「北海道青少年会館Compass」に改称。
- 2015年 - 北見市「北見市民温水プール」の指定管理を受託。
- 2016年 - 深川市「深川市生きがい文化センター」の指定管理を受託[4]。
- 2017年 - 深川市「深川市温水プールア・エール」の指定管理を受託。
- 2018年 - 深川市「深川市学びと集いの郷音江広里交流館エフパシオ」の指定管理を受託。
- 2019年 - スターゲイトホテルより深川市「プラザホテル板倉」を譲受、「ラ・カンパーニュ ホテル深川」にリニューアル[5]。
- 2021年 - 音威子府村「音威子府村住民保養センター天塩川温泉」の指定管理を受託[6]。
- 2023年9月1日 - 滝川市「滝川スポーツクラブサンテ」（旧・滝川市温水プール）を取得[7]、「スコーレ滝川スポーツクラブ」に改称[8][9]。
- 2024年12月 - 日高町「日高町立温泉旅館ひだか高原荘」の指定管理を受託[10]。
- 2025年2月20日 - スキー索道設備を取り扱う中国の国営企業「北京起重運輸機械設計研究院」と総代理店契約を締結[11][12]。

## 事業所
- 本社・広野スポーツ深川店・ショップ事業部・体育館公園事業部：深川市4条7番9号
- 札幌事務所：札幌市南区真駒内柏丘7丁目8番1号 北海道青少年会館Compass

子会社
- 株式会社スポートピア（本社：深川市4条7番9号）
  - 事業本部・滝川事業所・北海道レンタルスキーセンター・そらちDEい～ね事務局（滝川市新町1丁目1番22号）
  - 深川事業所・北海道立青少年体験活動支援施設ネイパル深川（北海道深川市音江町音江2丁目7番1号）
  - 夕張事業所・ゆうばり自然体験塾（夕張市南部岳見町22番地）
  - 札幌事業所・北海道青少年会館Compass（札幌市南区真駒内柏丘7丁目8番1号）
  - 深川事業所・北海道立青少年体験活動支援施設ネイパル深川（深川市音江町音江2丁目7番1号）
  - 北見事業所・北見東陵公園（北見市東陵町27）
  - 北翔大学食堂売店事業部（江別市文京台23番地 北翔大学内）
  - 新千歳空港事業所（千歳市流通3丁目4番1号）
    - 株式会社スポートピア富良野（富良野市北の峰町 北の峰ターミナルLB）
    - 株式会社スポートピア占冠 占冠湯の沢温泉森の四季（本社：勇払郡占冠村湯ノ沢峡湯ノ沢温泉）
- 株式会社スコーレ（本社：深川市4条7番9号）
  - 旭川スイミングスクール（旭川市南8条通24丁目）
  - 深川事業所・深川市温水プール ア・エール（深川市1条9番25号）
  - 北見支店（北見市常盤町6丁目17番地10）
  - 北見事業部・北見市民温水プール（北見市大通東8丁目1番地）
  - 札幌事業部・北海道青少年会館Compassプール（札幌市南区真駒内柏丘7丁目8番1号）
  - スコーレ滝川スポーツクラブ（滝川市有明町6丁目412番4号）
- 株式会社道央スコーレ（本社：千歳市柏台南1丁目3番地1号 千歳アルカディア・プラザ 旧・苫小牧スコーレ）
- 株式会社道南スコーレ（本社：伊達市山下町361番地 駅前再開発ビルA号室）
  - 伊達事業部・伊達市温水プール（伊達市松ヶ枝町34番地）
- カンパーニュホテルズ株式会社 ラ・カンパーニュホテル深川（本社：深川市3条6番7号）
- 有限会社E&EC研究所（本社：深川市4条7番9号）

## 指定管理施設
スポートピア
- 北海道立青少年体験活動支援施設ネイパル深川（深川市）
- 深川市生きがい文化センター・深川市図書館（深川市）
- 深川市学びと集いの郷音江広里交流館エフパシオ（深川市）
- 占冠湯の沢温泉森の四季（占冠村）
- 北見東陵公園（北見市）

スコーレ
- 深川市温水プール ア・エール（深川市）
- 北見市民温水プール（北見市）
- 美瑛町民プール（美瑛町）
- 北見市常呂町健康温水プール（北見市）

その他
- 伊達市温水プール（伊達市 道南スコーレ管理）
- 音威子府住民保養センター天塩川温泉（音威子府村 カンパーニュホテルズ管理）

過去の施設
- 苫小牧市沼ノ端スポーツセンター（苫小牧スコーレ管理、2019年より都市総合開発が運営し「アブロス沼ノ端スポーツセンター」に改称）
- 千歳市温水プール（千歳市 苫小牧スコーレ管理、2022年よりカンセイ・ビーバー共同企業体が運営[13]）